# Enderleiniella longiventris
Enderleiniella longiventris är en tvåvingeart som först beskrevs av Günther Enderlein 1911.  Enderleiniella longiventris ingår i släktet Enderleiniella och familjen fritflugor. Inga underarter finns listade i Catalogue of Life.